# 札幌市立琴似中央小学校
札幌市立琴似中央小学校（さっぽろしりつ ことにちゅうおうしょうがっこう）は、北海道札幌市西区八軒7条東1丁目にある市立小学校。
東側にJR北海道札沼線の高架線が走り、八軒駅が設置されている。

## 沿革
現在では住居表示の上で琴似ではなく八軒に所在するが、これは札幌市に併合される前の旧札幌郡琴似町の中央に所在するための名称である。
- 1952年10月 - 琴似町立中央小学校として開校。
- 1955年3月 - 札幌郡琴似町の札幌市との合併に伴い、札幌市立琴似中央小学校に校名変更。
- 1967年12月 - 札幌市立八軒小学校に、児童・校区の一部を分離。
- 1970年12月 - 札幌市立新陽小学校に、児童・校区の一部を分離。
- 1972年12月 - 札幌市立新川中央小学校に、児童・校区の一部を分離。
- 1980年12月 - 現校舎が完成。
- 1984年3月 - 札幌市立八軒北小学校に、児童・校区の一部を分離。

## 通学区域
札幌市西区
| - 八軒6条東1丁目 - 5丁目 - 八軒7条東1丁目 - 5丁目 - 八軒8条東1丁目 - 5丁目 - 八軒9条東1丁目 - 5丁目 - 八軒10条東1丁目 - 5丁目 | - 八軒6条西1丁目 - 2丁目 - 八軒7条西1丁目 - 2丁目 - 八軒8条西1丁目 - 2丁目 - 八軒9条西1丁目 - 2丁目 - 八軒10条西1丁目 - 2丁目 |

卒業生は基本的に札幌市立八軒東中学校及び札幌市立八軒中学校へ進学する。

## 周辺
- JR函館本線琴似駅
- 西警察署八軒交番
- 札幌八軒郵便局
- 北海道信用金庫八軒支店
- 北洋銀行八軒支店

## アクセス
- JR北海道札沼線 八軒駅から西へ200m

## その他
札幌市教育委員会の事業である「札幌市学校図書館地域開放事業」の指定校となっている。